# Entwässerungsanlage
Entwässerungsanlagen dienen zur Ableitung von Abwasser (Schmutz- und Niederschlagswasser).
Sie unterteilen sich in:
- Schwerkraftentwässerungsanlagen innerhalb von Gebäuden nach DIN EN 12056,
- Schwerkraftentwässerungsanlagen außerhalb nach DIN EN 752 und
- Druckentwässerungsanlagen für spezielle Anwendungen,

sowie nach Besitzverhältnis in:
- Abwasserleitungen auf privatem Grund nach DIN 1986-100 und
- die öffentliche Kanalisation.

Vorrang haben dabei die DIN EN 12056-1 bis 5 sowie die DIN EN 752, während die DIN 1986-100 nur noch nationale besondere Anforderungen an die Abwasserabführung enthält, die von der europäischen Norm abweichen.

## Lüftung von Entwässerungsanlagen

### Entlüftung
Grundsätzlich müssen Entwässerungsanlagen entlüftet werden, um Korrosionserscheinungen sowie die Aufkonzentration schädlicher Gase im angeschlossenen Kanalsystem zu vermeiden.
In Ein- und Zweifamilienhäusern sowie vergleichbaren Gebäuden genügt es, zur Entlüftung des Entwässerungssystems zumindest das Fallrohr der Abwasserleitung mit der größten Nennweite über Dach hochzuführen.

### Belüftung
Die Belüftung von Abwasseranlagen in Gebäuden dient in erster Linie dazu, die Bildung von Unterdruck in den Rohrleitungen zu vermeiden, der die Ablussleistung vermindert und zur Entleerung der Geruchsverschlüsse führen kann.
Sofern nicht jedes Fallrohr über Dach entlüftet wird, können in Deutschland nach DIN 1986-100, Abschnitt 6.5.5 in folgenden Fällen ersatzweise Belüftungsventile in Entwässerungsanlagen mit dem Hauptlüftungssystem verwendet werden:
- als Ersatz für Umlüftungsleitungen bzw. Ersatz für indirekte Nebenlüftungen,
- als Hauptlüftung in Ein- und Zweifamilienhäusern oder vergleichbaren Gebäuden, wenn mindestens die Fallleitung mit größter Nennweite als Lüftungsleitung über Dach geführt wird
- zur Einzelbelüftung von Entwässerungsgegenständen mit Abflussstörungen bei Bestandsanlagen.